# کوآن
کوآن (Choana) یا قیفَک نام روزنه‌ای در بخش پسین (پُشتی) بینی است.
قیفک‌های بینی توسط استخوان خیش جدا شده‌اند.
در جانوران تنها چارپایان دارای قیفک هستند.